# Музей искусства и техники освещения
Музей искусства и техники освещения (фр. Musée d’art et technique du luminaire, MULUM) – музей в Льеже (Бельгия), посвящённый истории освещения с древнейших времён и до наших дней. 
Расположен на улице Mère-Dieu, неподалёку от Музея валлонской жизни.

## История
В основе музея лежит частная коллекция Филиппа Дейтца (фр. Philippe Deitz), которую он начал собирать в возрасте 15 лет. Позднее коллекционер завещал свою коллекцию городу. На основе этой коллекции был создан музей, открывавшийся для посетителей в октябре 2012 года. 
Филипп Дейтц также был автором монографии, посвящённой истории освещения и осветительных приборов. 

## Коллекция
Коллекция музея состоит из более тысячи экспонатов, охватывающих историю освещения с первых масляных ламп и до современного светодиодного освещения. В музее представлены подсвечники, керосиновые, спиртовые, газовые, электрические светильники разных типов.

## Галерея

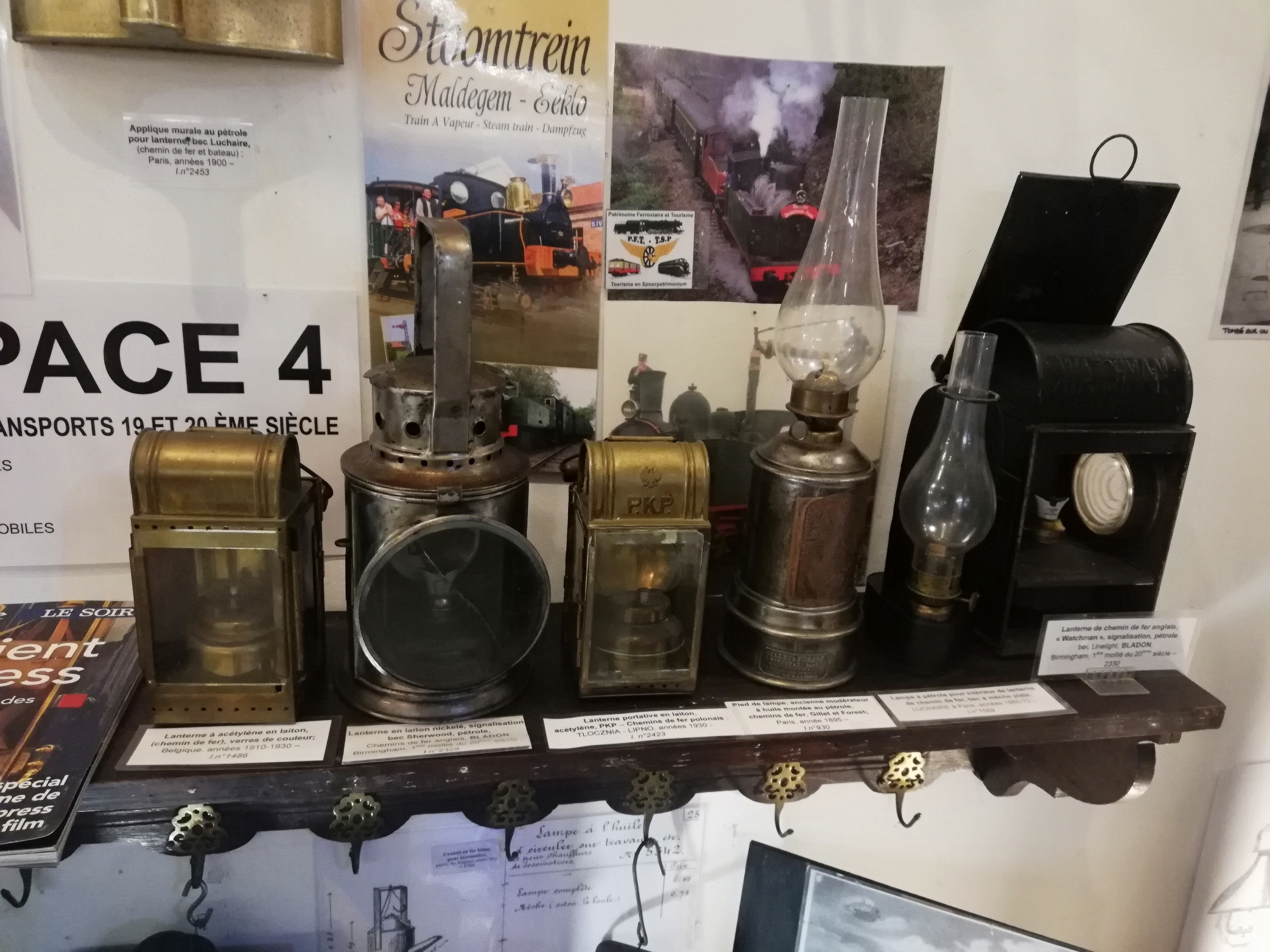
Железнодорожные лампы
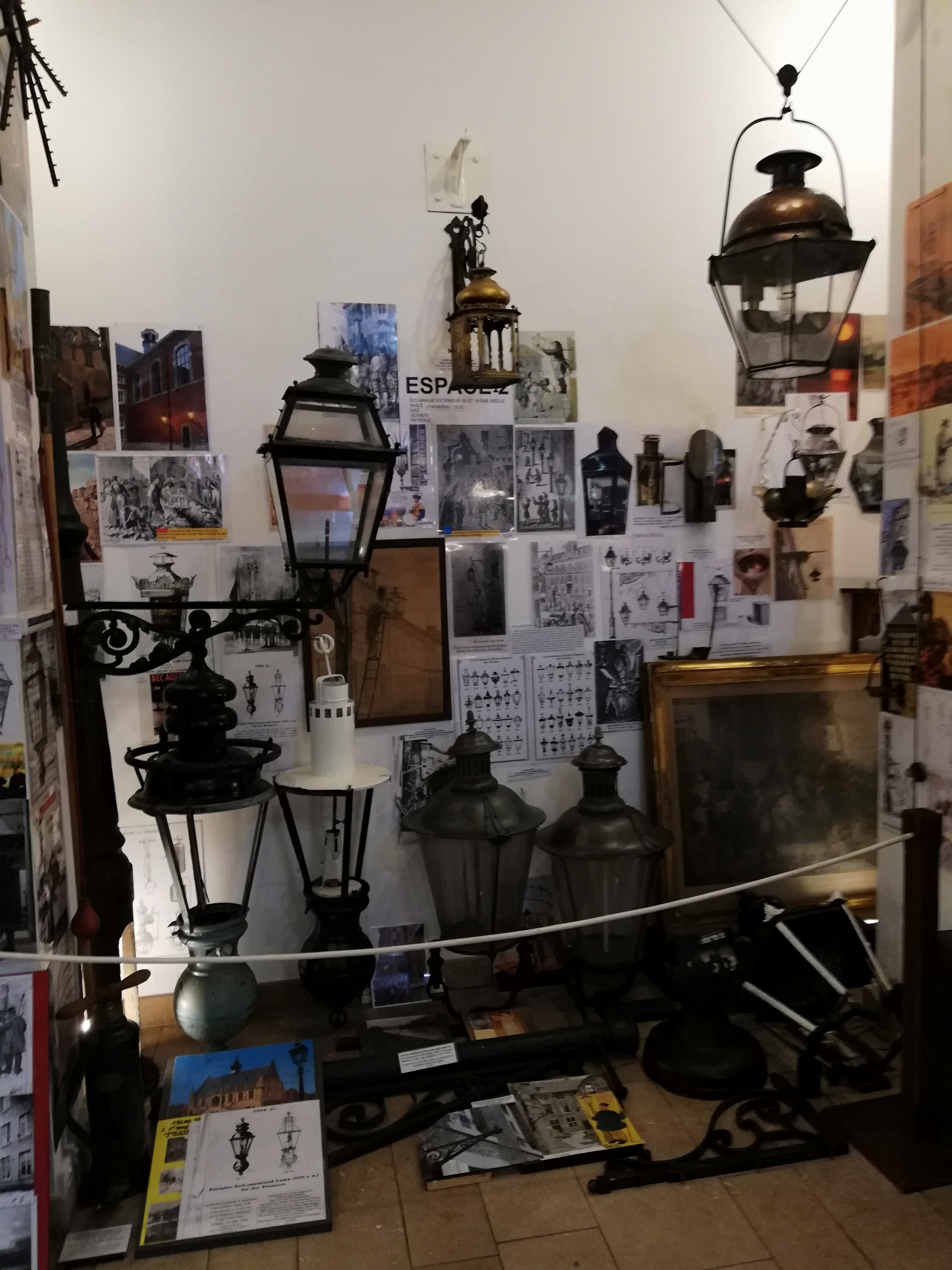
Уличные фонари
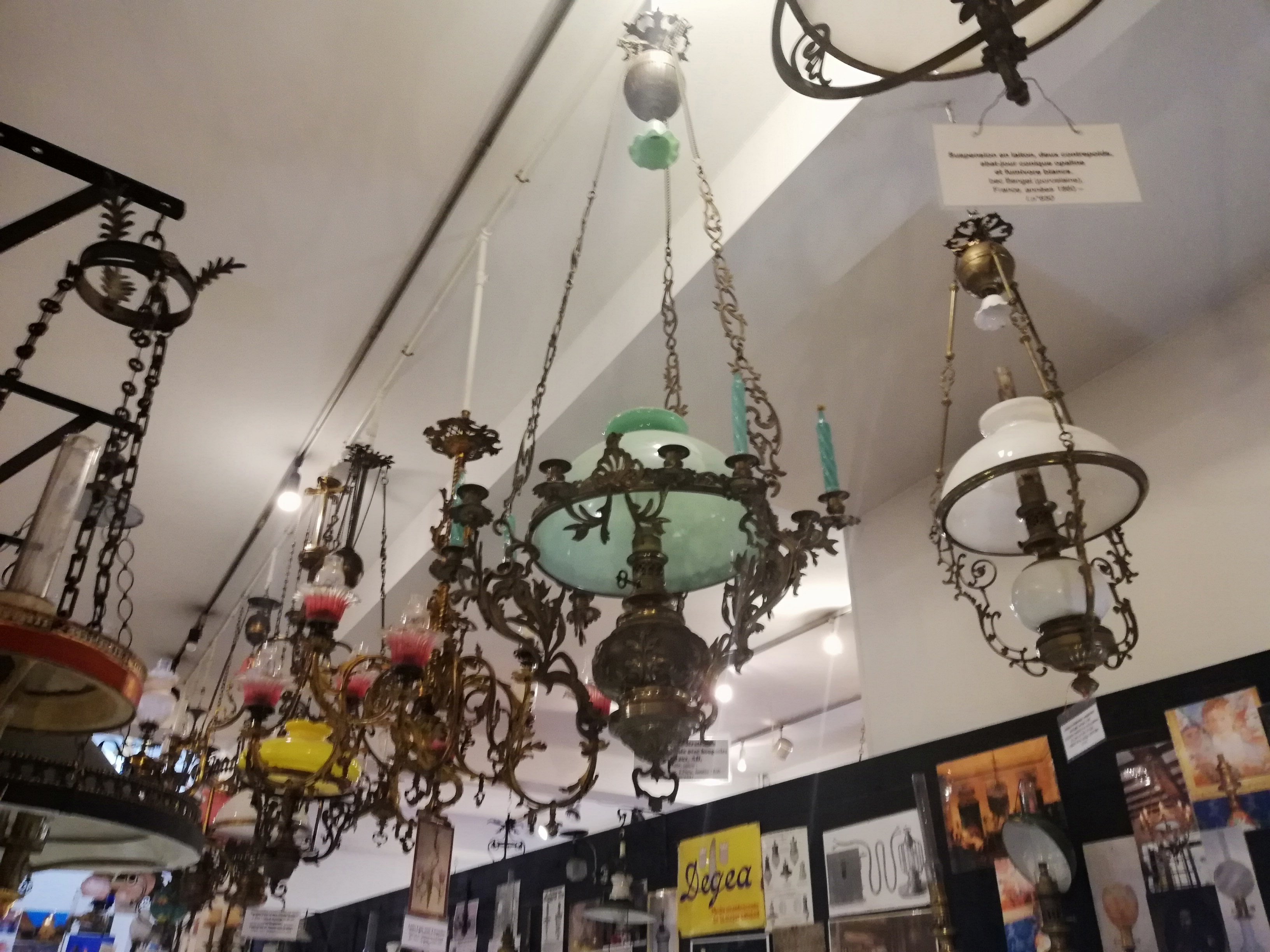
Люстры